# Махмуд-паша Анђеловић
Адни Махмуд-паша Абоговић (Анђеловић) (Ново Брдо, 1420 — Истанбул, 1474) био је турски државник, војсковођа, песник, мецена и велики везир. Био је рођени брат Михаила Анђеловића.
Абоговић је први песник српског народа, који се јавља у источној литератури (под псеудонимом Адни). Рођен је у Новом Брду на Косову. Родом је био из Крушевца, где су га Турци као дечака заробили и са још двоје српске деце одвели у Дринопоље. Млади Адни добио је као муслиман име Махмуд, а његова два друга, први Ајас, а други Абдулкерим. По завршетку школовања, узео га је султан на двор, где је друговао са тадашњим престолонаследником Мехмедом II, који га је, после освајања Цариграда, именовао за великог везира.
Абоговић је писао на турском и персијском језику и иза себе оставио је збирку песама, писама и једну научну расправу. Умро је у тамници Једикуле, где су га џелати Мехмеда II, а по његовом налогу, удавили. У источној литератури има много поучних и забавних дела посвећених Махмуду. Цео циклус панегирика испеван је у његову славу, а низ легенди повезан је с његовим именом. Абоговићеви другови, Ајас и Абдулкерим, такође синови српског народа, сачували су исто тако лепу успомену у турској литератури, први као највиши судија турске царевине и најбољи познавалац шеријатског права, а други као учитељ и тумач арапског језика Мехмеда II.